# The Wrong Mans/間違えられた男たち
『THE WRONG MANS／間違えられた男たち』（原題：The Wrong Mans）は、英国放送協会がアメリカ合衆国のHuluと共同制作したコメディドラマシリーズである。平凡な地方公務員とその友人が誘拐事件や国際的なスパイ事件に巻き込まれていく。タイトルの「Mans」はコメディであることを示すためにわざと文法を逸脱している。
2013年9月24日にBBC Twoで、2013年11月11日に米国で初公開された。 批評的にも視聴率的にも成功とされるこの作品は、「Gavin & Stacey」に参加していたジェームズ・コーデンとマシュー・ベイントンが共同制作・脚本を担当し、シチュエーションコメディの形式とアクションアドベンチャーの複雑なプロットやストーリーテリングを組み合わせた試みであった。
2014年のクリスマスに向けて、BBC Twoで2話構成のシリーズ2が放送され、Huluではクリスマスイブに同シリーズを4話に分割して放送した。
2018年、J・J・エイブラムスのバッド・ロボットとBBCスタジオがShowtimeのためにアメリカ版のリメイク番組を制作していることが発表された。しかしその後、パイロット版はShowtimeによってキャンセルされた。

## ストーリー

### シーズン1
バークシャー州議会職員のサム・ピンケットが交通事故現場に落ちていた携帯電話にかかってきた通話に出ると、向こうの声はサムを電話の持ち主と勘違いし、午後5時までに会わなければ誘拐した彼の妻を殺すと告げる。サムは困惑しつつオフィスに出勤し、友人でオフィス内の配達員をしているフィル・ボーンに体験を話すが、フィルは自分たちがヒーローになるチャンスだと言い、二人は交通事故の被害者を探し出すが、彼は携帯電話の持ち主ではないことがわかり、二人は何者かに誘拐されてしまう。
二人を誘拐したニック・スティーヴンスは、携帯電話の持ち主であった。彼は裏社会のミスター・ラウに多額の借金を返さず妻スカーレットを誘拐され、身代金と携帯電話を使いの者に持たせたのだが、その使いは携帯電話を落とし、金とともに何者かに捕らえられていた。スティーヴンスはサムとフィルに空のスーツケースを持たせてラウとの取引場所に送り込む。二人はラウにスーツケースの中を見られて窮地に陥り、一味の一人を捕らえて脱出してオフィスに逃げ込むが、そこをラウに発見される。
サムがラウの相手をしている隙にフィルはスカーレットを救出するが、彼女は夫スティーヴンスを撲殺して二人に罪を着せようとする。二人は慌てて逃げ出し、謎の男に拾われるが、彼はスティーヴンスの金の運び屋を誘拐した男でMI5のエージェントであった。彼はロシア人スパイの名簿を追っていたが、組織内の内通者スモークに殺されてしまう。サムとフィルは彼の車のトランクの中に身代金を見つける。
スカーレットは地元の土地開発に関わっているリードの娘であった。リードは開発プロジェクトのリーダーにサムの元彼女で現在は上司のリジーを指名していた。スカーレットは自分のオルゴールの中にリードも関わる重要機密を隠していたが、スティーヴンスは身代金を作るためにそれをミランコヴィッチに売っており、スカーレットはフィルの母親を人質にして、サムとフィルにオルゴール奪還を命じる。二人はラウに発見されて身代金を奪われてしまう。二人はミランコヴィッチのパーティーに潜り込むがミランコヴィッチはFSBに殺されかけ、それを救った二人にオルゴールを渡す。MI5ではスモークが二人の動きに気づく。
フィルはオルゴールの中に隠されたUSBメモリを見つけ、中にスカーレットが運輸大臣を誘惑している動画が入っているのを確認する。サムはUSBメモリをオルゴールの中に戻してスカーレットに返す。スモークはサム、フィル、ミランコヴィッチの3人を呼び出す。3人は彼が内通者とは知らずに会合の場所に向かうが、その前にミランコヴィッチはフィルにメモを預ける。会合の場所でスモークはミランコヴィッチを撃つ。
サムとフィルはその場を逃げ出し、リジーが出席している土地開発のパーティー会場に向かう。しかし既にスモークの手下がリジーを誘拐しており、スモークは二人にミランコヴィッチのメモを要求する。サムはメモを持ってスモークに会いに行き、一時はピンチになるも警察が踏み込み、フィルも駆けつけて救われ、スモークは逮捕される。リードとスカーレットの親子は財産を寄付させられることになり事件は落着するが、サムとフィルが乗る車の下には爆弾が仕掛けられている。

## キャスト
- サム・ピンケット: マシュー・ベイントン（英語版） - バークシャー州議会の職員
- フィリップ（フィル）・ネヴィル・ボーン: ジェームズ・コーデン - 州議会オフィスの配達員
- リジー・グリーン: サラ・ソルマーニ（英語版） - サムの元彼女で現在の上司
- スカーレット・スティーヴンス: エミリア・フォックス - 誘拐された女性
- ニック・スティーヴンス: ニック・モラン - スカーレットの夫
- スモーク: スティーヴン・キャンベル・ムーア（英語版） - MI5の捜査官
- リード: デヴィッド・コールダー（英語版） - 土地開発関係者、スカーレットの父
- ラウ: ベネディクト・ウォン - 裏社会のボス
- リンダ・ボーン: ドーン・フレンチ - フィルの母
- マラット・ミランコヴィッチ: カレル・ローデン - 謎のロシア人

## エピソード
| シーズン | シーズン | エピソード | 配信日         |
| -------- | -------- | ---------- | -------------- |
|          | 1        | 10         | 2013年9月24日  |
|          | 2        | 10         | 2014年12月22日 |

### シーズン1 (2013)
| 通算 話数 | シーズン 話数 | タイトル         | 監督                     | 脚本                                       | 公開日         |
| --------- | ------------- | ---------------- | ------------------------ | ------------------------------------------ | -------------- |
| 1         | 1             | "The Wrong Mans" | ジム・フィールド・スミス | ジェームズ・コーデン、マシュー・ベイントン | 2013年9月24日  |
| 2         | 2             | "Bad Mans"       | ジム・フィールド・スミス | ジェームズ・コーデン、マシュー・ベイントン | 2013年10月1日  |
| 3         | 3             | "Dead Mans"      | ジム・フィールド・スミス | トム・バズデン、マシュー・ベイントン       | 2013年10月8日  |
| 4         | 4             | "Inside Mans"    | ジム・フィールド・スミス | ジェームズ・コーデン、マシュー・ベイントン | 2013年10月15日 |
| 5         | 5             | "Wanted Mans"    | ジム・フィールド・スミス | トム・バズデン、マシュー・ベイントン       | 2013年10月22日 |
| 6         | 6             | "Running Mans"   | ジム・フィールド・スミス | ジェームズ・コーデン、マシュー・ベイントン | 2013年10月29日 |

### シーズン2 (2014)
| 通算 話数 | シーズン 話数 | タイトル                | 監督                     | 脚本                                                       | 公開日         |
| --------- | ------------- | ----------------------- | ------------------------ | ---------------------------------------------------------- | -------------- |
| 7         | 1             | "X-Mans/White Mans"     | ジム・フィールド・スミス | ジェームズ・コーデン、マシュー・ベイントン                 | 2014年12月22日 |
| 8         | 2             | "Action Mans/Wise Mans" | ジム・フィールド・スミス | ジェームズ・コーデン、マシュー・ベイントン、トム・バズデン | 2014年12月23日 |

## 製作
2012年10月9日、BBC Twoの重役であるジャニス・ハドローは、BBCインハウス・コメディとHuluの共同制作作品として本作を発表した。このシリーズは、ジャニス・ハドロウとシェリル・テイラーからの依頼で制作された。 ベイントンとコーデンの最初のシリーズ構想に基づくパイロット版が2010年に撮影され、デヴィッド・ヘアウッドのカメオ出演を含む、最終的に本シリーズの第1話となったエピソードにいくつかの要素が引き継がれた。 2013年1月、キャスト発表と同時に、シリーズの主要撮影が開始された。ジェレミー・ダイソンが、このシリーズの脚本編集を担当した。
このシリーズのアイデアは、4年前に『Gavin & Stacey』の撮影現場でコーデンとベイントンが交わした、当時大ヒットしていたドラマ『24 -TWENTY FOUR-』や『LOST』のような複雑で意味のあるプロットを持つTVシットコムが明らかに不足しているという会話から生まれた。 BBCに売り込む30分番組の出発点として、二人はさらにコーエン兄弟の映画『バーン・アフター・リーディング』に触発された。その中心コンセプトは、ごく普通の人物が標準的なアクション映画のシナリオで深みにはまっていくというものだった。 ベイントンとコーデンは、本作のユーモアは、意図的なジョークよりも、制御不能で雪だるま式に膨らんでいく危機的なメロドラマに対処しようとする主人公たちの、リアルな無能さによって生まれると考えた。
実際に書き始めてみると、予想以上に野心的なプロジェクトであることに気づき、結局、複雑でテンポの良いスリラーを作り上げることに多大な労力を費やすことになった。 プロデューサー兼監督のジム・フィールド・スミスは「6つのパートに分かれた映画」と表現し、撮影では、スリラー要素を完全にストレートに演じることにこだわり、同様に現実と映画の融合という野心作を目指した。
明らかに不自然なタイトルについてコーデンは、余計で非文法的な「s」は「コメディ番組であることを知らせるために」意図的に入れたと説明した。「もし（コメディでない）ドラマだったら、『The Wrong Man』というタイトルにするでしょう。」
本作はシリーズ1だけでストーリーが完結していたが、初回放送の中盤の時点で、BBCの幹部はすでに「続編を望む声があり、議論が進んでいる」ことを確認した。シリーズ1終了直後、共同クリエイターとフィールド・スミスの2人は、ツイッターやメディア出演の際に、続編への関心を確認した。ベイントンはその直後のインタビューで、同じコンビの冒険をシリーズ2まで続けるためのもっともらしい方法を思いついたと語っている。2014年2月、ベイントンは、自分とコーデンが新シリーズのプロット作成を終え、これから脚本に取り掛かるところだと語った。 2014年4月、BBC Twoはシリーズ2の製作を依頼したことを正式に発表した。
新シリーズの撮影は2014年8月に開始され、フィールド・スミスがプロデューサー兼ディレクターとして復帰した。新しいプロットは、前作の出来事の直接的な続きとして考案され、前作最後に意図的に残された要素（車の下に仕掛けられた爆弾）を起点として、2人が平凡な生活を取り戻そうとする同じく突飛な試みを描くストーリーが展開された。コーデンとベイントンは、自分たちの試みを前作と比較して説明し、「この新シリーズはより大きく、より大胆になった...シリーズ1がフライパンだとしたら、これは火だ。」と繰り返した。その他、ドーン・フレンチ、レベッカ・フロント、サラ・ソレマニ、トム・バスデンなどが、シリーズ1に引き続いて出演する。BBC Twoは、2014年のクリスマス番組ラインナップの一部としてシリーズ2の放送を予定し、12月22日と23日に1時間の2つのブロックでエピソードを連続放送した。その後、同じエピソードを30分ごとに4回に分けて、12月24日にHulu.comで初公開した。

## 作品の評価

### 視聴者数
第1話は当時の英国視聴者の13.5%にあたる308万人が視聴し、BBC Twoにとって、8年前の『エキストラ:スターに近づけ!』以来、最も成功したコメディ第1話となった。通算視聴者数は450万人、16%だった。シリーズ通算の視聴者平均は330万人、12％であり、ちなみに当時の日曜22時の番組は平均それぞれ49万4千人、2％であった。
米国Huluは、通常の加入者には最初に2話を提供し、その後毎週1話ずつ公開する形式をとり、Hulu Plusの加入者には全6話を同時に提供する形式をとった。CEOのマイク・ホプキンスは、各話が毎週配信される際に、同オンラインサービスにおいて最も視聴された10作品にランクインしていることを確認した。

### 批評家によるレビュー
このシリーズに対するイギリスでの評価は、おおむね良好であった。ラジオ・タイムズが毎年発表する、批評家による2013年のTVシリーズトップ40で5位にランクインし、第1話は同年のベストTVエピソードとしてiTunes UK Editor's Choiceに選ばれた。 Huluデビューと同時に、Metacriticの7つの主要レビューに基づく総合スコア80/100を獲得し、米国秋シーズンの高視聴率シリーズトップ10にランクインした。
メトロ紙でのキース・ワトソンの批評に見られるように、この作品はムーディーで重厚なスタイルの映像と、主演の2人のコミカルな演技のコントラストが称賛されている。デイリー・テレグラフでマイケル・ホーガンは「オタクで神経質な凡人と、ぽっちゃりして情熱的な相棒という2人のミスマッチなバディの活躍は、サイモン・ペッグとニック・フロストのイギリスコメディやコーエン兄弟の映画を彷彿とさせる」と書いた。エレン・ジョーンズはインデペンデント紙に「巧みな演出と、BBCの秋の予算が大量に投入されたおかげで、ハリウッドのスリラー映画並みの出来映えであることは間違いない」と書いた。
ベテランのテレビ評論家クライブ・ジェイムズはデイリー・テレグラフ紙にこう書いた。本作は「イギリスのコメディ映画に必要な条件をすべて満たすようにデザインされたかのような、非常にわかりやすい作品だ。（略）『That Riviera Touch』というコメディ映画を覚えているだろうか？あれと同様だが、こちらの方がより良くできている。第1話を見た後、私は次も観ようと決めた。イギリスのコメディを観るといつもそうだが、オーストラリアに帰りたくなくなる。」
アメリカのベテラン評論家アラン・セピンウォールは、エンターテインメントサイトHitFixに寄稿し、「本作に織り込まれたジョークには1、2話で飽きると思っていたが、誰がサムの死を望んでいるのか、それはなぜなのか、というストーリーに夢中になってしまい、結局最後まで見続けてしまった。ベイントンやコーデンらがうまく話をまとめたことを評価できる。」と述べている。
一方で、コメディとスリラーというジャンルを融合させようとするこの番組の試みが完全に成功したとは言えないと感じた批評家もいた。ニューステイツマン誌のレイチェル・クックは、「嫌いではないが、（略）同じように、私はこの作品がうまく機能しているとは思えない。30分という時間は、スリラーという手法と大量のジョークを盛り込むには短すぎるように思う。観客の耳目を集めるためにも、1時間くらいはあったほうがよかったと思う。」と述べた。ガーディアン紙のサム・ウォラストンは、 このシリーズのトーンに「納得がいかない」「役者が必ずしも最高の脚本家になるとは思えない。それに、このタイトルは何なんだ？何か変じゃないか？文法的に？」と述べた。

### 受賞歴
| Year | Ceremony                                   | Award                              | Nominee                                                    | Result     |
| ---- | ------------------------------------------ | ---------------------------------- | ---------------------------------------------------------- | ---------- |
| 2014 | RTSプログラムアワード                      | コメディ脚本                       | マシュー・ベイントン、ジェームズ・コーデン、トム・バズデン | 受賞       |
| 2014 | 英国アカデミー賞テレビ部門                 | コメディ主演男優                   | マシュー・ベイントン                                       | ノミネート |
| 2014 | 英国アカデミー賞テレビ部門                 | コメディ主演男優                   | ジェームズ・コーデン                                       | ノミネート |
| 2014 | 英国アカデミー賞テレビクラフト部門         | コメディ脚本                       | マシュー・ベイントン、ジェームズ・コーデン                 | ノミネート |
| 2014 | サテライト賞                               | コメディ・ミュージカルシリーズ     | 本作                                                       | ノミネート |
| 2014 | サテライト賞                               | テレビ主演男優（コメディシリーズ） | マシュー・ベイントン                                       | ノミネート |
| 2014 | サテライト賞                               | テレビ主演男優（コメディシリーズ） | ジェームズ・コーデン                                       | ノミネート |
| 2014 | ブリティッシュ・コメディ・アワード         | 新作コメディ                       | 本作                                                       | ノミネート |
| 2014 | バンフ・ワールド・メディア・フェスティバル | シットコム                         | 本作                                                       | ノミネート |
| 2015 | 英国アカデミー賞テレビ部門                 | コメディ脚本                       | 本作                                                       | ノミネート |
| 2015 | 英国アカデミー賞テレビクラフト部門         | コメディ脚本家                     | マシュー・ベイントン、ジェームズ・コーデン                 | ノミネート |